# C/2020 F3 (NEOWISE)

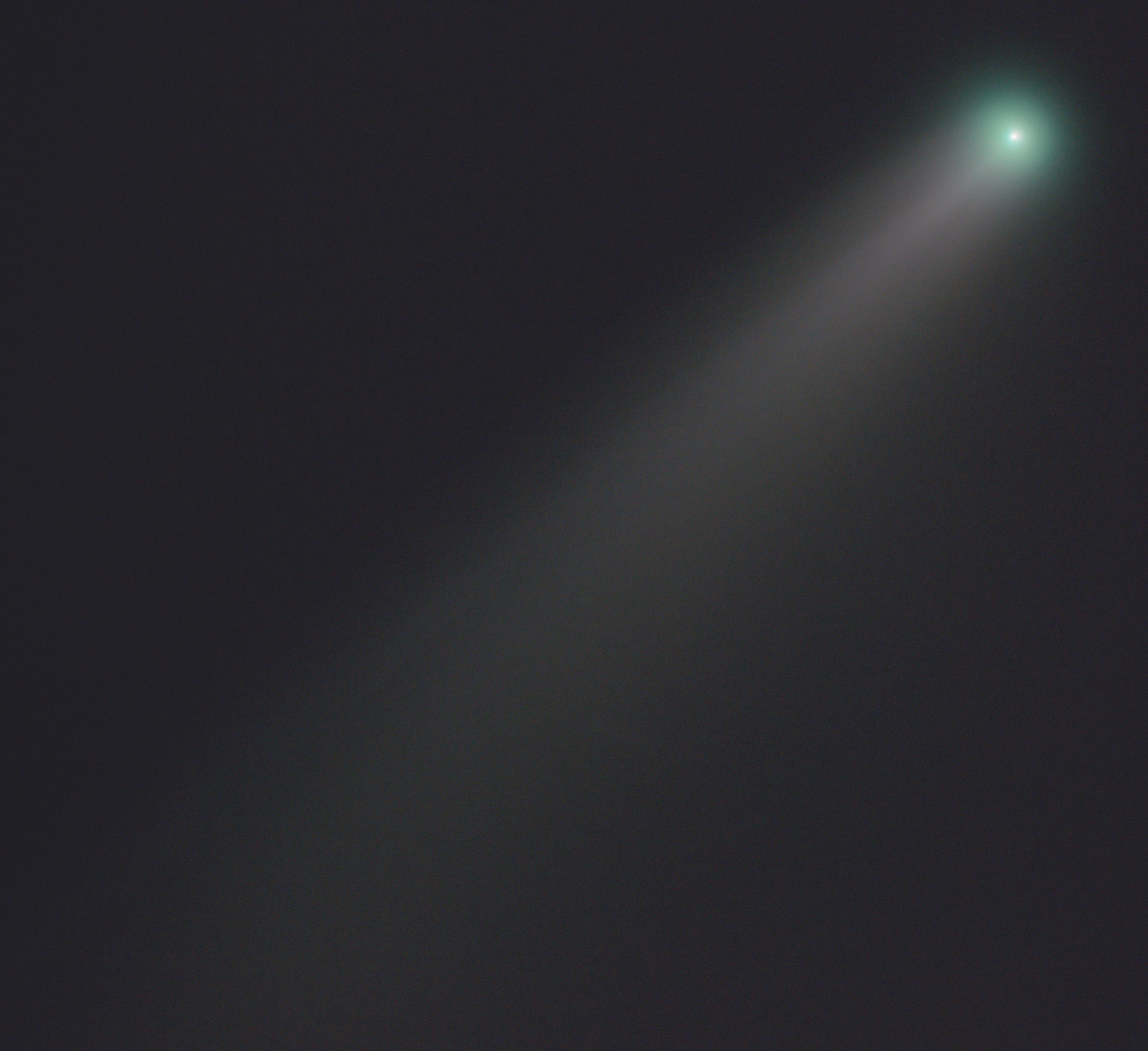
La cometa NEOWISE fotografata il 21 luglio 2020 da Milis (OR).

C/2020 F3 (NEOWISE) è una cometa scoperta il 27 marzo 2020 dal telescopio spaziale NEOWISE. Ha raggiunto il perielio il 3 luglio ed il suo punto più vicino alla Terra il 23 luglio.

## Osservazioni e luminosità

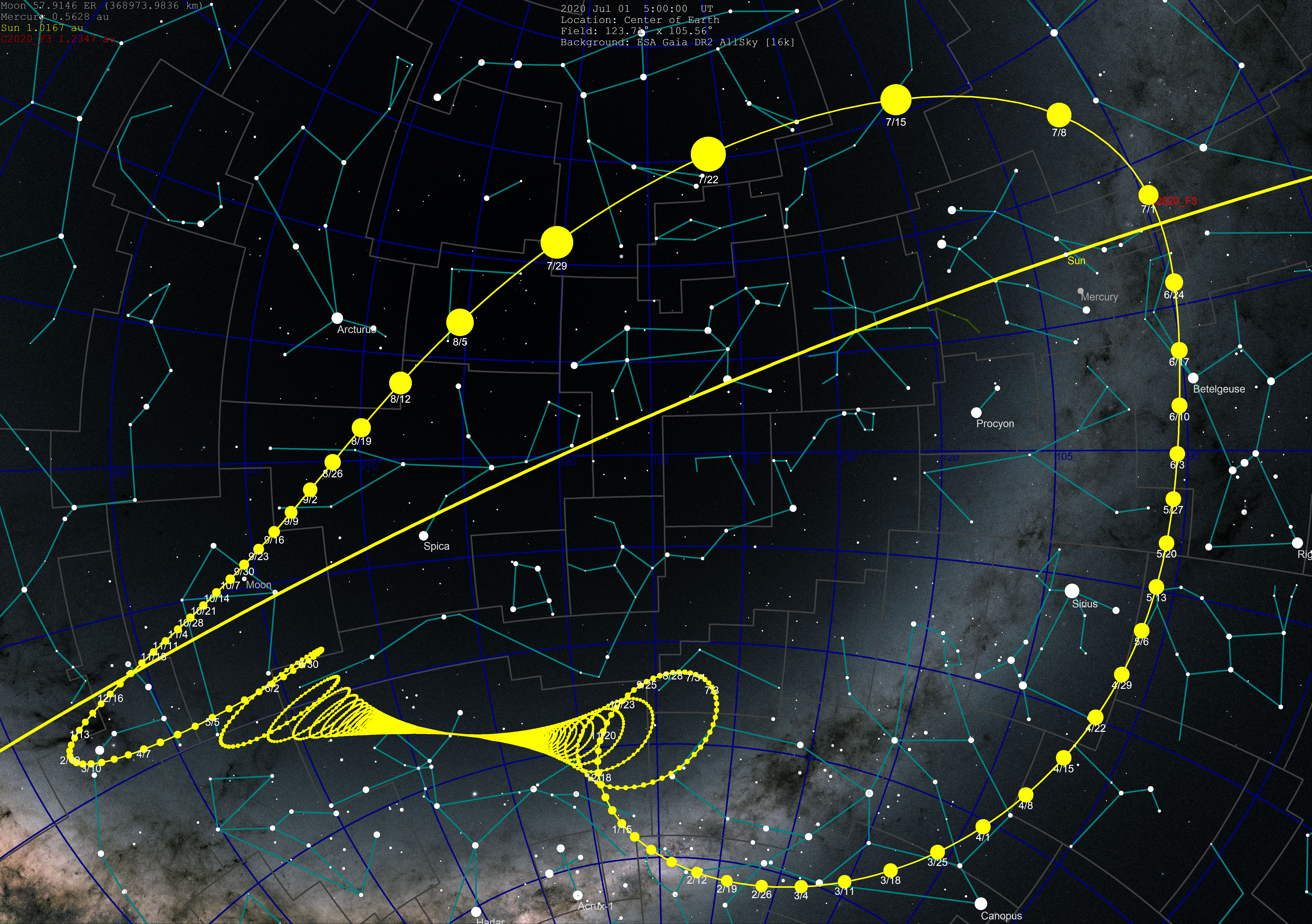
Traiettoria della cometa C/2020 (NEOWISE) in cielo

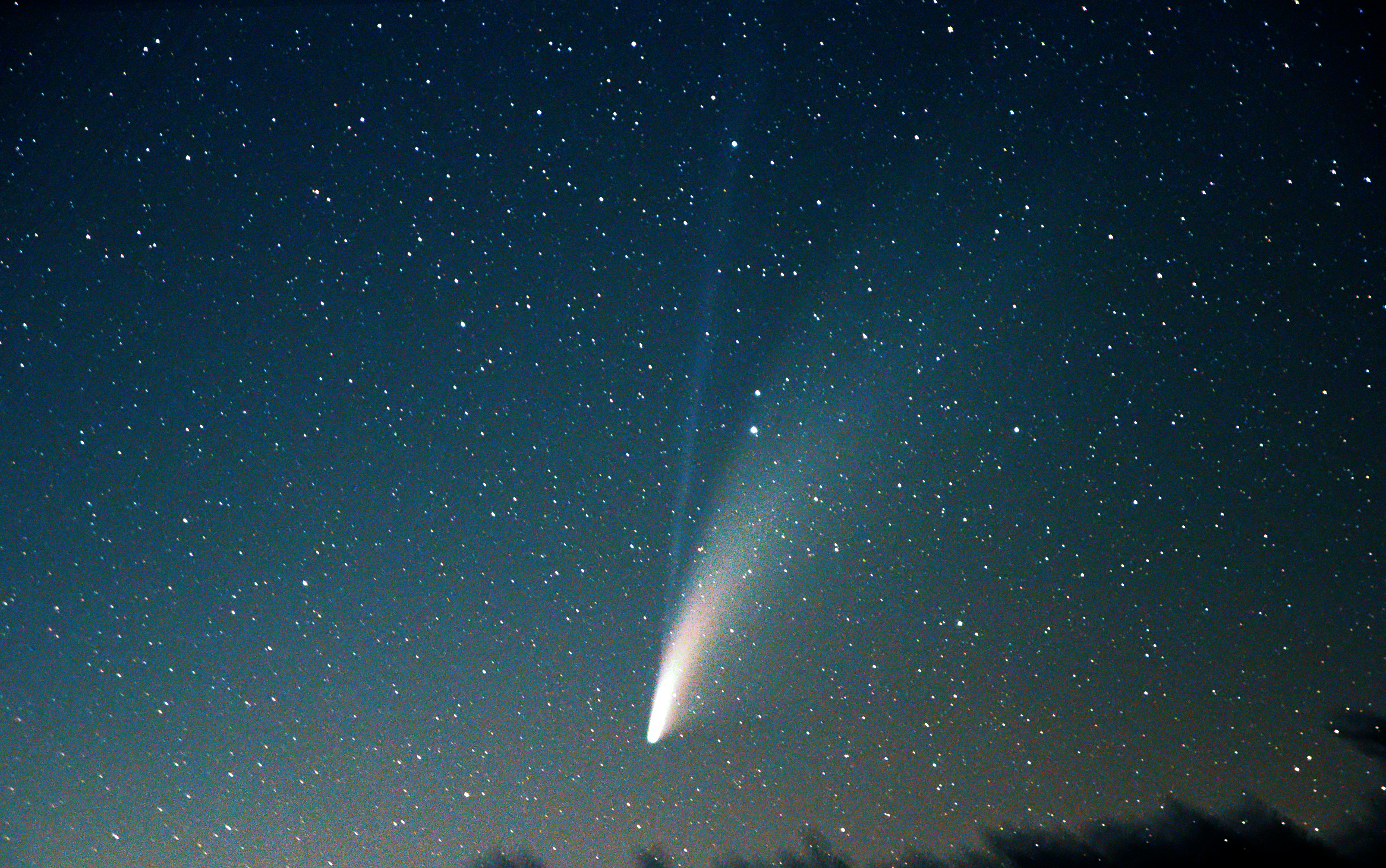
Particolare della seconda coda di ioni della cometa C/2020 F3 NEOWISE fotografata il 19 luglio 2020 a Villanovaforru (SU).

Alla data della scoperta si trovava nella costellazione australe della Poppa, muovendosi in direzione del Cane Maggiore. Ha attraversato l'eclittica il 1º luglio nella costellazione dell'Ariete ed è giunta al perielio nella costellazione di Auriga. Alla minima distanza dalla Terra si trovava nell'Orsa Maggiore ed infine ha riattraversato l'eclittica in novembre nella costellazione dello Scorpione. Durante il perielio la cometa ha raggiunto la magnitudine di 0,9 diventando quindi visibile ad occhio nudo.

## Orbita

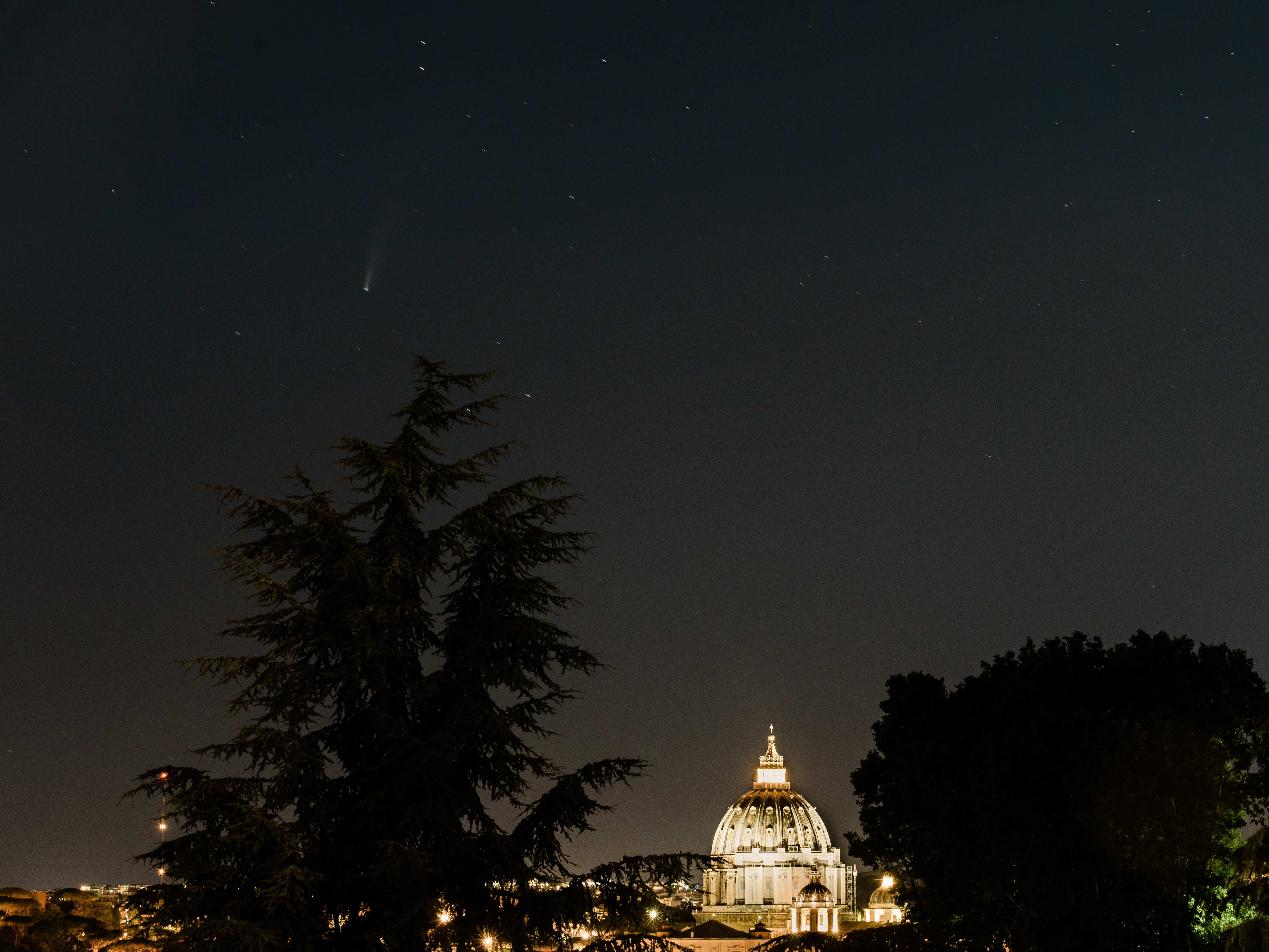
La cometa C/2020 F3 NEOWISE nel cielo di Roma

La cometa ha un'orbita retrograda con un'eccentricità di 0,9991762±0,000023 e una forte inclinazione rispetto all'eclittica di 128,938°. L'afelio si situa nella Fascia di Kuiper. Ha raggiunto il 3 luglio il perielio passando a 0,295 au (44 milioni di km) dal Sole e il punto della sua orbita più vicino alla Terra il 23 luglio passando a circa 0,69 au (103 milioni di km) di distanza dal pianeta.

## Collegamenti esterni

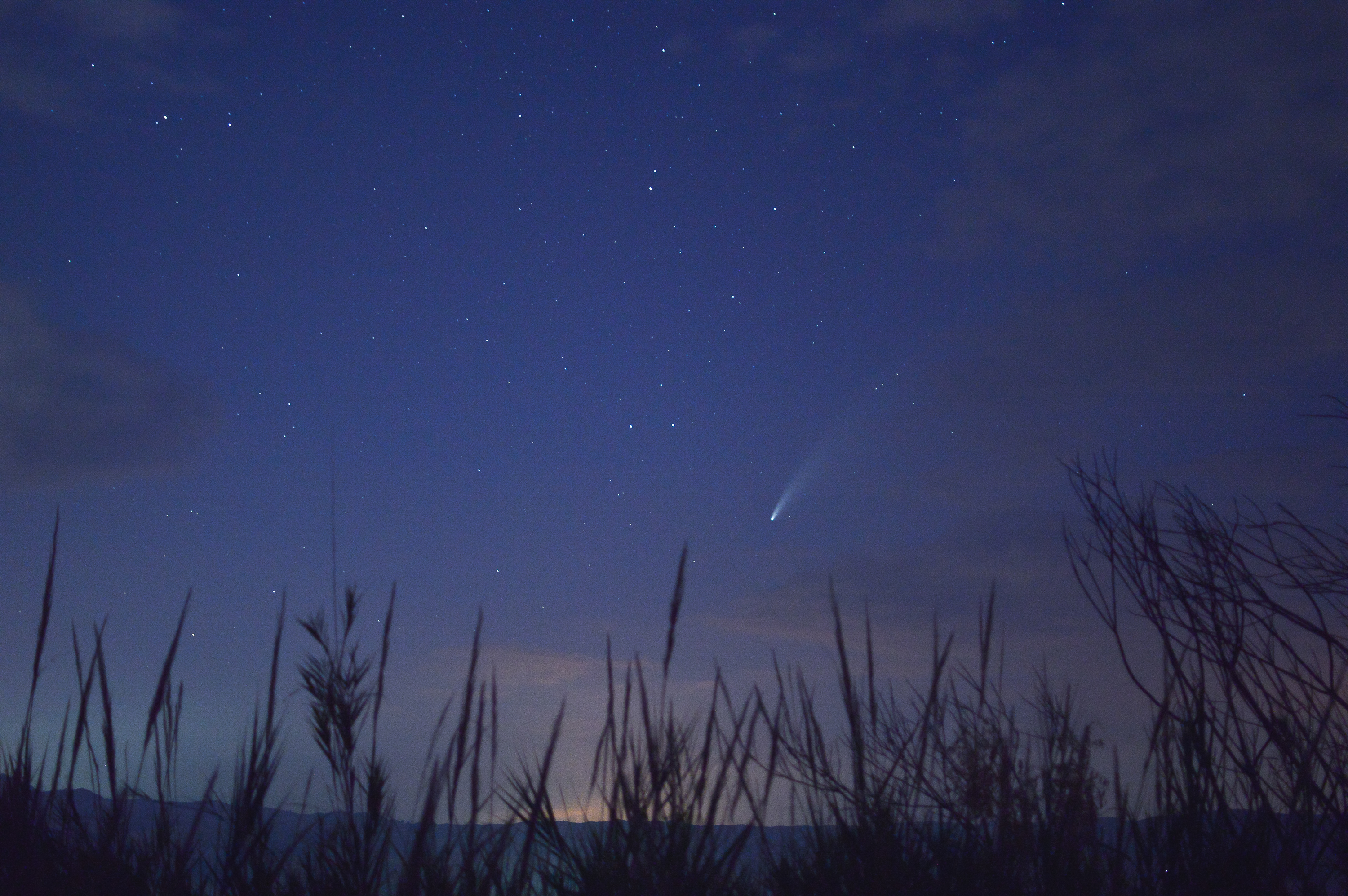
La cometa Neowise fotografata in Sicilia